# 桂南会战
桂南會戰，發生在1939年11月－1940年2月，中國軍隊在廣西省南部地區防禦侵華日軍進攻的作戰。

## 會戰背景
在武漢會戰後，中日雙方雖然在華中地區多次爆發大規模會戰，日軍甚至採用戰略轟炸來試圖對國民政府施壓，但大體來說，這些戰爭即使折兵損將仍沒有出現改變雙方僵持現象的契機。在政治面上反而因日本加入軸心國，德國在西歐開戰後促使觀望態度的歐洲列強增加與中國間的聯繫；在失去沿海主要港口後，國民政府與海外最主要的聯繫動線就是法國殖民地法屬印度支那由海防港到昆明間的鐵路，這條動線也持續不斷的讓中國補充需要的戰爭物資，在1938年，此路線的物資運量是1937年的4倍，國民政府當時自外購買的重裝備也都由此動線輸入。
1939年2月，日軍占領海南島，在海口登陸後，旋又占榆林港，為其南進作準備:1。政治局勢讓日本對華戰爭造成強大的負面效果，對日本軍部而言則是相當惱火的議題。雖然日本政府對英國與法國以外交途徑施壓，實際上收效甚微；這時日本帝國海軍提出南進的作戰方案。作戰構想是由海上入侵佔領廣西南寧到龍州縣一帶，並在當地建立飛機場作為戰略轟炸基地。1939年4月15日，日本海军部《情况判断》认定，仅靠陆军已很难进行内陆方面的大规模积极作战，“在此情况下，由陆、海军协同尽快占领华南沿海的最大贸易港口汕头。成功之后，即以一个兵团向广西方向挺进攻占南宁，以切断敌经法属印度支那方面的海外最大补给交通线。” 6月，日本参谋本部《兵要地志》也强调“一旦进入南宁，以该地为基地，则交通四通八达，远可通往广东、湖南、贵州、云南。所以南宁――谅山的道路，形成了蒋政权联络西南的大动脉。为了直接切断它，首先必须夺取南宁。南宁一旦占领，无须置重兵于东京湾附近即可以完成作战目的。”
這個構想在政治與戰術面都受到相當支持。陸軍提倡的北進政策在1939年9月諾門罕戰役剛被蘇聯打敗，9月新上任的參謀本部第一部部長富永恭次少將自然想避免陸軍內部再度做些甚麼爛點子讓上層灰頭土臉，對此提案支持的方式則是將關東軍原本打算增援諾門罕的第五師團抽調南進，既避免前線單位誤判高層立場做出錯誤舉動，也在不影響現有前線部隊下實施作戰計劃。9月歐戰爆發，日軍大本營命其第21軍攻占南寧附近，遮斷桂越間之國際通路，同時獲得其航空隊向中國西南航空作戰之基地:1。
日本决心发动桂南战役，为的是彻底切断中国抵抗其侵略的最主要补给路线。据日本军事侦察所得情报，中国获得外援最重要的路线即法属印度支那线，仅1939年9月运进中国总吨位14700吨中的12500吨即经此路线，达85％。
1939年9月1日，德国进攻波兰；9月3日，英、法对德宣战，第二次世界大战爆发。日本更急于解决中国问题，以便腾出兵力抢占西方列强在亚洲和太平洋的殖民地。“中国事变的解决之所以如此拖延，是由于苏联和英、法、美对蒋介石政权的支援”，现在应“藉欧战发生各列强无力顾及中国的时机”，“解决中国事变”9月4日，日本内阁首相、陆军大将阿部信行发表声明：“值此欧洲战争爆发之际，帝国不予介入，决定专向解决中国事变迈进。”</ref>《日本军国主义侵华资料长编》上，第493页。日本防卫厅战史室编纂，天津政协译校，四川人民出版社1987年版。</ref>在南京设立以西尾寿造大将任总司令、坂垣征四郎中将任总参谋长的“中国派遣军总司令部”，统辖华北方面军、第11军、第13军、第21军。9月23日，日军大本营发出“准备迅速处理中国事变”的命令；10月16日发出《大陆命令第375号》：“中国派遣军总司令官应以一部协同海军迅速切断沿南宁至龙州之敌补给路线。”10月16日还发出“大陆指第582号”陆、海军中央协定：“本作战之目的，在于直接切断沿南宁―龙州敌补给联络路线，并强化切断沿滇越铁路及滇缅公路敌补给联络路线之海军航空作战。”并规定作战时间为11月中旬。10月19日，西尾寿造下达作战命令，开始广西作战，命令参加作战的部队为：第五师团、台湾混成旅团、其他配合部队、第五舰队（11月中旬改称第二派遣支舰队）、海军第三联合航空队。其兵力总共约三万人；军舰70余艘；航母2艘、飞机约100架。大本营陆军部作战部长富永恭次宣布：“这是中国事变的最后一战。”
在政治面上，桂系部隊當時已經是退守四川後國民政府中一股重要支柱，廣西受到攻擊對桂系也會產生不小的政治衝擊，甚至有機會鬆動持續抗戰的立場；而南寧到龍州一帶的補給線遭切斷不但影響到越南與中國交通線安全，也可以在歐陸局勢無暇它顧時，適時對法屬印度支那做出利於日本的軍事作為。由於戰術目標與政治效果符合各方需求，作戰計劃很快的就批准進行。1939年9月，中国军队击退了日本陆军第11军对长沙的进攻。10月，国民政府在衡山召开第二次南岳军事会议，总结了第一次长沙战役的作战情况，并决策发动新的攻势。10月29日，蒋介石在会议训词中宣布：“我们今后的战略运用和官兵心理，一定要彻底转变过来，要开始反守为攻，转静为动，积极采取攻势。”会议结束的11月5日，接获了“日本有南犯企图”的情报，美英军事情报机关也发出情报：“日本舰队目前在东京湾集结，它说明对南宁的作战已迫在眉睫。”于是蒋立即从衡山直接飞桂林，为迎战日本新攻势作战斗安排。
此时守卫海防的是桂系部队夏威（已发布调任第11集团军总司令，蔡廷锴刚刚接任）的第16集团军，辖第46军、第31军。桂林行营主任白崇禧赴重庆开国民党五届六中全会，行营参谋长林蔚则奉蒋之命前往容县吊唁夏威母丧并劝慰夏本人，行营成了空营。第四战区司令长官张发奎，参谋长吴石远在广东韶关。行营、战区、集团军三级首脑机关形同虚设。
- 第46军  军长何宣
  - 新编第19师（师长黄固。该师于1938年秋组建，大部为民团转成。）驻防钦县、防城一带；
  - 第175师（代师长秦镇、11月25日后师长冯璜[8]）驻防合浦、北海一带；
  - 第170师（师长：黎行恕）驻防贵县一带。
- 第31军  集团军副总司令韦云菘兼军长
  - 第131师（师长：副军长贺维珍兼）驻防桂平；
  - 第135师（师长：苏祖馨）驻防大湟江口一带；
  - 第188师（师长：魏镇）驻防平南。

关北中国军队为白崇禧的桂林行营指挥，参谋长林蔚；辖第四战区，司令长官张发奎；第16集团军，司令夏威。统率：第31军（军长韦云菘；辖131师，师长贺维珍；135师，师长苏祖馨；188师，师长魏镇。）第46军（军长何宣；辖170师，师长黎行恕；175师，师长冯璜；新19师，师长黄固。）第5军第200师（师长戴安澜。）之一部。连同广西教导队独立步兵1-4团，总兵力约六万人。
日军登陆后，桂林行营主任白崇禧驻迁江，夏威的第十六集团军总部驻宾阳附近的黑石岩。

## 會戰經過

### 第一阶段：日军攻势
1939年11月上旬，日軍第5艦隊及加賀航空母艦掩護其第5師團及台灣旅團在海口集中，日軍飛機狂炸中國廣西各重要城市:1。當時中國軍隊從南寧至欽州灣、防城沿岸設防為第四戰區所屬夏威第十六集團軍一部，其第四十六軍守備防城、欽縣、合浦、廉口海岸線，第三十一軍守備西江沿岸各要點:1。
11月9日，日軍部隊在海南島三亞灣集結。第21军司令官安腾利吉中将亲自到三亚指挥。13日，舰队从三亚启航。14日先头舰只抵达北海，以10余舰发动佯攻。驻守北海的第175师一个营，给予日军以回击，并受命彻底炸毁北海市，只是因为指挥北海保卫战的第46军175师第524团团长巢威感到日本军并非要在北海登陆，从而避免了北海的彻底破坏。14日当晚，日舰停止对北海的进攻，转向钦州方向，第5師團及台灣旅團約70多艘的登陸艦在1939年11月15日與16日陸續自欽洲灣登陸。防城企沙、龙门两地各一个营抵抗一天后败阵，日军登陆。在钦县犁头嘴防守连连长报告新编第19师55团黄廷才团长，黄认为这是敌惯常骚扰而已，不必认真，结果毫无战斗准备的新编第19师所属部队溃败，日军顺利登陆。新編第十九師退守上思、板城。據日軍回憶登陸時氣象並不好，因此守軍出現鬆懈而讓日軍有著可趁之機，結果日軍在登陸中與陣地鞏固過程並未遇到強大阻礙，因此第5師團很快便快速向北推進。
11月15日，日軍第5師團及台灣旅團在欽州灣登陸，中國軍隊新編第十九師退守上思、板城，日軍於11月17日攻陷欽縣，第5師團沿邕欽公路，台灣旅團沿小董——百濟——蒲津北進，11月21日迫近鬱江南岸，11月23日渡過鬱江攻陷四塘，11月24日占領南寧，12月1日占領高峰隘，12月4日占領昆侖關後即改取守勢:1。
11月16日，蒋介石在重庆召见白崇禧，令其不必再参加国民党五届六中全会，立即返桂林指挥作战。白要求以桂林行营主任资格全权指挥，不须第四战区司令张发奎插手，各军须直接听从行营命令。蒋批准该项要求，并调其最精锐的第五军等直系部队归白指挥。白立即电令该军代军长杜聿明，立刻率部乘火车从衡阳赴桂南；又电令恢复夏威第16集团军司令职务，原已任命的蔡廷锴待命。16集团军立即集结，副总司令韦云菘及指挥所人员19日抵达南宁，各部分别赶赴日军进军必经之地阻敌北进。白崇禧本人于19日由重庆飞桂林，21日率部抵达迁江，设立行营指挥所。这样，当日军抵达南宁之时，国军170师22日抵达邕宁、135师两个团23日到达南宁市区、200师第600团24日下午抵达南宁东北的二塘。另外六个军分别从外省向柳州、宾阳集结。
日軍於11月17日攻陷欽縣、防城，第5師團立即兵分三路沿邕欽公路，台灣旅團沿小董——百濟——蒲津北進。18日攻新19师师部所在地小董，师长黄固临阵只身逃跑。所辖军队溃散，日军继续北上。而十万大山区土匪组成许多便衣队为日军先导，致使日军加快北进速度，11月21日迫近南宁市鬱江南岸，11月23日中村支隊第5师团以夜襲與奪取民船等方式等以近戰方式對守軍採以突襲，渡過鬱江攻陷四塘，当夜第135师405团团长伍宗骏擅自令其所辖404、405两团放弃阵地撤退，韦云菘命令135师师长苏祖馨截回所部，伍宗骏抗命不肯恢复原来的阵地，南宁市内正面已无军队防守。24日拂晓，170师在邕宁与日军激战，上午日军第5师团21旅团之21联队从市区渡江，下午南宁全城陷落。隨後2天的時間掃蕩周遭陣地，壓制制高點。25日晨，200师第600团在二塘独战日军第21、42两个联队。日军在飞机掩护下，对170师和200师两个团阵地猛攻，国军顽强抵抗。600团团长邵一之、团附吴其升阵亡。鉴于战况不利，170师师长黎行恕与200师师长戴安澜决定黄昏后撤退至高峰隘。虽然未能阻止日军前进，但这是日军自钦、防登陆后遇到的最激烈抵抗，战斗进行了两天两夜。11月25日，日军为扫荡第175师，由小董及公路上出动，向陆屋附近第524、第523团猛烈攻击，师指挥所转到那隆，各团集结那隆西端村落露营。第175师向邕钦公路大塘、那晓、岽崖、那扁、新成、小董、大垌、板城等处要点及圩市敌人进行攻击。
11月20日，第21軍在11月17日占領的欽州市開設司令部。11月26日，日本第21军司令官安藤利吉宣布所有日军组成邕钦兵团，由第5师团长官今村均指挥。安藤利吉于27日离开钦州回广州。日军于26日起，在飞机掩护下猛攻高峰隘，国军尽管顽强抵抗，终于不支，于12月1日失守高峰隘，4日日军占领昆仑关。接着暂停进攻，调整部署，双方以昆仑关一线山地为界，暂时对峙。:1。 截止12月1日統計，攻擊與掃蕩南寧周邊之後，日軍戰死145人、受傷315人；清點國軍死屍6,125具、俘虜664人（然日軍傷亡人數明顯刻意低報，因為隔年1月19日第41步兵聯隊即補充727人，很可能與該聯隊戰死與傷重後送回國人數相符，而經短暫治療後即返回崗位的輕傷者則應不計在內，然該聯隊自從12月1日後就無激烈作戰與死傷）。同時在南寧城內擄獲了鉛塊300噸、煤炭200噸、棉花500捆、棉線321噸、鐵30噸、錫60噸等軍需物資。第5師團下轄的騎兵第5聯隊、森本大隊在12月2日，位於南寧東北八唐首度遭到戰車4輛、1,500人左右的國民革命軍在砲兵掩護下攻擊。日軍因此派出了21旅團（中村支隊）反擊，擊退了該波由國民革命軍200師與188師混編部隊組成的攻勢，並順勢佔領了崑崙關，但最後只在崑崙關留下一個營（大隊）的兵力防守，其餘部隊則撤回南寧。

### 第二阶段：国民革命军反擊
桂林行營主任、副參謀總長白崇禧提出反攻計劃，並得到蔣批准:1。
还在11月24日日军刚占领南宁时，白崇禧即要求立即趁日军立足未稳，兵力尚薄弱马上发动反攻。未获蒋批准后，白要求杜聿明向蒋和军委会提出反攻要求，杜赞成并于12月1日发出要求电报：“重庆委员长蒋，军令部长徐。重庆军政部军务司王司长转呈部长何钧鉴：密。目前侵占南宁之敌，其兵力尚不及两师，此次乘我兵力分散虽侥幸成功，但以交通阻塞，除少数山炮外，其他重兵器及机械化部队均无使用，而补给尤为困难，现我军所处情况则实为相反，故此时我军正宜乘敌孤军深入后援未济之时，集结优势兵力，配合地方民众，迅速（12月10日前）反攻，以击破该敌而恢复国际之重要交通，用敢不揣冒昧，谨申关于攻击前部署意见如下：。。。以上所陈是否有当，伏维鉴核示遵。迁江第5军代军长杜聿明东午参一。”遭到蒋介石驳斥。12月7日，蒋介石突然决定反攻。8日白崇禧将此决定转达各部，目标是“攻略昆仑关而后收复南宁”，各部亦开始反攻准备。12月中旬，国军集结基本完成。蒋又派陈诚、李济深监督白崇禧作战，第四战区司令张发奎也由韶关抵达迁江。
會戰初期，廣西省除了桂系部隊以外並無重裝部隊可反擊；而崑崙關失守讓重慶當局高度重視日軍後續發展。在日軍推進已到極限時，重慶方面才開始進行反擊行動，國民政府軍事委員會委員長蔣介石決定投入剛整編完成之中央軍第五軍以及其隸屬裝甲兵團，對廣西重要戰略據點崑崙關進行強攻。該戰役期間主攻部隊為攻堅崑崙關的第五軍，但實際上掩護第五軍攻勢，國民革命軍對南寧一帶發動全面性反擊。
为收复昆仑关和南宁，派桂林行营主任白崇禧指挥约九个军二十七个师共三十万人的兵力：第十六集团军夏威、第三十七集团军叶肇、第三十五集团军邓龙光、第二十六集团军蔡廷锴，辖第三十—军、第五军、第六十四军、第四十六军、第六十六軍、第四十三軍等)、 向昆仑关攻击。日军以中村旅团为主力，配属特种兵若干，构筑有坚固工事。第三十八集团军徐庭瑶，辖第二军李延年，第六军甘丽初，第36军姚纯，第99军傅仲芳。第五军辖荣誉第一师（副军长郑洞国兼师长）、新编第22师（师长邱清泉）之外，第5军装甲团、骑兵团、炮兵团、工兵团等全部抵达。
参战日军为第5师团（师团长今村均中将；辖第9旅团，旅团长及川源七少将；第21旅团，旅团长中村正雄少将；台湾混成旅团，旅团长盐田定七少将），连同海军陆战队（军舰70余艘）、空军（飞机100架）共计约三万人。后期补充抵达的近卫师团；第18师团之一个旅团。兵员总数约10万人，实际参加战斗总兵力只有4.5万人。汉奸密报南宁昆仑关以北已有十余万国军集结之后，今村均认为是“不可能的事”，未予理睬。日军更高层则仍希望继续开展“谋略工作”，企图策动桂系反蒋。12月10日，今村均发表《致李、白将军书》通电，表示尊敬李、白治理广西的业绩；此次进攻南宁仅为切断蒋政权的交通线，希望两位将军洞察世界大势，促进日华提携。如仍执迷不悟夺取南宁，日军南宁驻屯军必胜无疑；最后告知：“对在南宁战斗中战殁之将军部下4200余名勇士，我军已予合葬于南宁中山公园，郑重供祭，尚乞安心。”
12月15日，白以桂林行营名义发出第一号反攻令。白崇禧部署如下：
- 北路军：总指挥徐庭瑶，部第5军主攻昆仑关；第99军第92师绕伶俐圩西进，攻击七塘侧击昆仑关之敌。
- 西路军：总指挥夏威，部第一纵队（司令周祖晃）攻击高峰隘；第二纵队（司令韦云菘）在南宁南部苏圩集结，阻止敌后增援南宁。
- 东路军：总指挥蔡廷锴，部何宣第46军向陆屋、灵山破袭邕钦公路；叶肇的第66军攻击昆仑关则翼之古辣、甘棠敌军。
- 第99军另外两师作为战略预备队。

12月16日杜聿明（此时已任军长）召开第5军团长以上军事会议，布置对昆仑关之攻坚战。他制定的是“关门打虎”的包围全歼战术，以第200师（师长戴安澜）、荣誉第一师（师长郑洞国）正面主攻昆仑关；新编第22师（师长邱清泉）为右翼迂回部队，由小路绕过昆仑关，攻占五塘、六塘，打击南宁方面日本援兵；第200师副师长彭璧生率两个补充团担任左翼迂回支队，绕甘棠、长安攻击七塘、八塘，则击昆仑关之外，堵住其退路并阻击援军。
昆仑关守敌为第5师团主力第21旅团的松本总三郎大队。其第42联队及第21联队在九塘至南宁一线。今村均12月16日命令第九旅团长及川源七少将率领数千日军奔袭龙州、镇南关，17日出发。
12月17日晚上8點，崑崙關戰役正式發動。
12月18日，中國軍隊開始攻擊，當日攻克昆侖關、九塘，12月19日攻克高峰隘，12月20日高峰隘、九塘、昆侖關又陷入日軍之手:2。12月18日拂晓，中國軍隊第5军炮兵团以及各师炮营同时开火，炮火延伸后，第200师与荣誉第一师开始攻坚。白天，日军上百架飞机轰炸。至18日夜，荣一师攻占了昆仑关附近的仙女山、老毛岭、万福村、罗塘和411高地；第200师攻占了653、600两个高地，并一举攻占昆仑关主阵地。19日中午，日军出动飞机狂轰滥炸，今村均派出第21旅团第21联队，由联队长三木吉之助大佐率领抵达昆仑关阵地，并夺回昆仑关。其他阵地也在得而复失、失而复得的激烈争夺中。新22师右翼迂回部队占领五塘六塘，其中五塘复被日军夺回，六塘则始终坚守住，在打击日军增援上作用极大，有效地保证了昆仑关战斗。今村均命令台湾混成旅团由南宁增援昆仑关时，被邱清泉亲率主力堵在六塘激战；杜聿明不失时机命令郑洞国派该师郑庭笈第三团从右翼包围九塘，郑团利用黑夜攻占九塘西侧高地。12月20日，昆仑关敌渐不支，频频告急。今村均命令第21旅团长中村正雄率第42联队增援昆仑关，但在五塘被邱清泉部堵截，激战两天不能前进。直至22日拂晓，方抵达七塘，又被阻截，中村本人23日上午也受伤。下午1时半，三木大佐告急：“黄昏前旅团如不能到来，第一线难以确保。”
奉今村均命令增援昆仑关的台湾混成旅团林义雄大佐第一联队、渡边信吉大佐第二联队在邕钦路上被175师各部阻击，不能及时赶赴昆仑关。其渡边联队在陆屋遭遇第524团（团长巢威）阻截，激战三日不能通过，渡边大佐被击毙，残敌逃回钦县。20日，今村又命令奔袭龙州、镇南关的第9旅团分出第三大队伊藤部队乘坐105辆汽车返回驰援昆仑关。
日軍師團確認該地遭攻擊的時間則是在隔天（18日）早上，今村師長下令中村支隊再度開赴救援；緊接著的半個月間是日軍在南寧至崑崙關的公路一場又一場的包圍、突圍戰事。
18日西路军170师发起高峰隘战斗，19日占领高峰隘附近山头，但当晚即被日军偷袭，20日该处失守，国军败退至葛圩一带。白崇禧亲自作阵地视察，亦无改观，始终无法攻占高峰隘，致使阻击日军援军初衷无法实现。而邕龙路伊藤部则在西长圩被131师截击，22日今村均不得不派南宁仅有的两个中队和两个机枪小队前往援救，又在苏圩附近遭188师阻击。伊藤大队在西长被围整三天之久，却因131师不敢近战而免被歼之命运。最后，在飞机掩护下，这两部日军均得以突围，26日下午返回南宁。
11月21日，蒋介石对昆仑关战役及整个桂南战役进展缓慢极其不满，给桂林行营及各参战部队下达命令：“前方各部队与炮兵等，如有不积极努力进攻，或不能如限期达成任务者，应即以畏敌论罪，就地处置可也。”
到23日，仅第5军正面进攻的两个师，伤亡就达二千余人，日本军伤亡也在千人以上。六天战斗未获理想战果，而敌军援兵已从各地开来，形势不容乐观。杜聿明分析两得两失的教训，是日军在关口两侧有坚固的堡垒工事，组成交叉火力网，致使我军攻击失败。于是决定改变战法，集中优势兵力，从外围攻击各据点，逐渐缩小包围圈。
24日，及川支队接到今村均返回南宁的命令，便销毁缴获的大批战略物资，撤离龙州、镇南关。白崇禧得知第一批回窜之敌逃脱，第二批又在返回后，唯恐增援昆仑关导致我军进攻失败，急电西路军总指挥韦云菘：“如再放过第二批回窜的敌军，影响主力兵团方面的战局，该副总司令应受严惩。”结果仍被敌军主力逃脱。地方部队习惯于保存实力、互相推委使日军获益。 
在昆仑关主攻阵地上，郑庭笈的迂回部队建立了功勋。他用望远镜发现九塘公路边大草地上有日军军官正集合开会，马上命令第一营以轻重机枪、迫击炮集中火力猛击。炮弹击中目标，敌军官死伤惨重，乃至后来不得不空投军官来补充作战。
25日，荣一师第二团在团长汪波率领下，步炮协作，攻下罗塘南高地，全歼守敌二百余人。这是很重要的突破，杜聿明传令嘉奖。接着各师、团军心振奋，依次攻克昆仑关周边诸高地。從12月25日開始，中國軍隊第五軍及第一五九師、第九十二師等部隊協同作戰，先後占領昆侖關附近重要高地，激戰至12月31日攻占崑崙關、天陰，將日軍第5師團第21旅團長中村正雄擊斃，殲滅其5,000餘人:2。战役結束後，崑崙關防務防由桂系部隊接手防衛。
25日，日军台湾混成旅团之两个联队到达八塘，中村旅团的第42联队更到达九塘。中村正雄被击毙后，第42联队长坂田元一代理21旅团长。经白崇禧批准，杜聿明决定集中全部兵力，一举歼灭这支日本精锐之师。于是除调回第5军全部兵力猛攻昆仑关之外，加配叶肇第37集团军所属之第66军和作为总预备队的第99军两个师，将这五个师全部用于打击八塘以南敌人援军。28日，重新部署的陆军第5军加紧攻关，至30日，昆仑关周围敌据点和侧防机关基本肃清. 
界首高地位于昆仑关北，是敌最坚固的据点。担任攻坚任务的是杜聿明调拨给第200师指挥之郑庭笈荣一师第三团。28日晚该团开始攻击界首高地，尽管敌机在头上扫射、轰炸，该团士气旺
崑崙關戰役後，日本陸軍在1940年1月19日運輸3,389名補充人員至第5師團補充作戰損失，其中第21步兵聯隊接收補充人員1,848名，第42步兵聯隊接收補充人員814名，很可能與日軍於崑崙關戰役戰死與重傷後送回國人數大致相符（輕傷現地住院者應不計在內），且依照本次戰役屢次出現日軍據點遭國軍攻陷而據點守軍全員戰死的情形，此2,662名補充人員很可能多數是補充戰死所產生的缺額。 
这是一个漂亮的攻坚战、歼灭战。说全歼第21旅团是毫不过分的：除击毙该旅团旅团长中村正雄少将之外，还击毙了第42联队长、接任中村的代旅团长坂田元一大佐；第21联队长三木吉之助大佐；副联队长生田滕一；第一大队长杵平作；第二大队长官本得；第三大队长森本宫等；班长以上军官阵亡85%以上；阵亡士兵4000人以上。这是日本战后公布的数字。（参见：《中国事变陆军作战史》第三卷，第一分册第68页。）虽然中国军队伤亡更多，在一万人以上，但基本干部仍健全。日军第21旅团已经名存实亡了。日军战史称之为：“通观中国事变以来全部时期，这是陆军最为暗淡的年代。”“中国军队攻势的规模很大，其战斗意志之旺盛，行动之积极顽强，在历来的攻势中少见其匹。我军战果虽大，但损失亦为之不少。”（参阅：《战史丛书.大本营陆军部》1，第619-626页。）

### 第三阶段：日軍反擊
在1939年12月期間的戰役，日軍在廣西以第五師團、台灣混成旅團等部隊抗衡15萬人以上的國民革命軍強攻，至於21軍其餘部隊則開赴廣東試圖發動翁英作戰、還有分派由步兵第11聯隊為主體的及川支隊南進朝龍州縣推進，並在11月21日占領鎮南關，擄獲包括汽車、汽油與重油等石化燃料、槍枝等軍火物資；兵力本身就不甚充足又多路分兵的結果導致日軍在崑崙關遭包圍時缺乏預備隊救援，最後日軍放棄廣州等地攻勢，回防鞏固南寧一帶防線。不過重慶方面並沒有因此低估該地日軍造成的問題，仍處心積慮的規劃奪回南寧。
日本军部被中国军队的攻势震撼，派大本营参谋次长泽田茂从东京赶到广州；第21军于12月29日派军副参谋长佐滕贤了、作战主任藤原五，陪同日军参谋本部作战主任荒尾兴功、中国派遣军副参谋长铃木宗作等到达南宁，但未能改变第21旅团的失败命运。鉴于今村均企图亲自上阵并以第5师团全力为第21旅团报仇，并打算1月1日与中国军队开始决战，21军军长安藤利吉命令其固守南宁待援：“波集团（第21军）企图将有力兵团调至南宁，歼灭聚集于南宁方面的敌军。第5师团仍应确保南宁及附近要地，以利转用兵团之挺进。”（《日本军国主义侵华资料长编》第515页。）
第5军第三次攻克昆仑关，并歼灭了第21旅团的两个主力联队之后，本以为可以顺利进军，一举收复南宁。第21旅团的剩余部队、台湾混成旅团的第一、第二联队仍在九塘至八塘间。1940年1月1日中午，及川支队数千主力抵达八塘，今村均命令及川少将接替被击毙的坂田元一担任前线总指挥。第5军向南宁方向继续进攻的第一仗便在昆仑关至九塘间的441高地打响。攻打昆仑关时荣一师便攻占了高地北侧，日军顽强守卫这高地的南侧。1月1日，日军飞机对高地北侧狂轰滥炸，步兵大举进攻。荣一师守卫高地的一个团加一个营，战至仅剩百余人，但仍坚守阵地。2日拂晓，荣一师举全部残余兵力反攻，激战一整天，毫无进展，双方仍旧维持原有阵地。3日，杜聿明调集200师主力及新22师一部协同荣一师继续战斗，战况更为惨烈，双方死伤都极为惨重。入夜，日军抵挡不住败退九塘，战斗结束。4日，荣一师因伤亡惨重，奉命撤出战斗移师思陇休整。第5军继续进攻。而败退九塘之日军也奉及川源七命令，于4日拂晓放弃九塘撤退至八塘固守。国军新编第22师进驻九塘。第5军继续进攻八塘，日军拼死抵抗，战至12日，毫无进展。而第5军在经过苦战之后，伤亡甚重，人员疲惫，已经不适合战斗，于12日奉命转移至思陇、黄圩、太守等地休整。攻击任务移交姚纯的第36军接替。这样，国军第5军正式退出战斗序列。 
1月7日蒋介石飞桂林，10日亲临迁江，与白崇禧、陈诚、张发奎、徐庭瑶、林蔚等讨论下步作战计划。白提议：乘敌新败，援军未到，倾新到广西的李延年第2军、甘丽初第6军、姚纯第36军、傅仲芳第99军会同第5军等部队，发动攻势，一举收复南宁。蒋批准了这个计划。1月11日，正当白崇禧发布部署命令准备开战时，返回柳州的蒋致白一封信，推翻头一天的会议上的决定。这样，白崇禧只好发出改变作战部署的新命令，中国军队全部进入固守状态。日本方面赢得时间从容部署直至发动反攻。
日軍為挽救其在南寧方向之慘敗，從粵北抽調第18師團及近衛旅團來援:2。1月7日起，调往桂南的第18师团（师团长久纳诚一中将）、近卫混成旅团（旅团长樱田武少将）共1.5万人从广州上船。10日日本第21军制定《宾阳会战指导方案》，定于1月下旬在以宾阳以南地区决战。1月14日，近卫混成旅团第4联队3000余人在钦州登陆。沿北肅清欽寧公路一帶干擾補給的國民革命軍第三十一軍、國民革命軍第四十一軍。日军台湾混成旅之部队也于1月13日与西路军韦云菘部激战于塘报一带。但所有日军部队，基本上实现了在南宁周边的集结。一部千余人于16日在钦县、灵山交界的泗合坳与46军175师524团（团长巢威）激战三昼夜，日军被击毙二百余人，并致使日军整个联队被46军包围。但日军虽伤亡惨重但主力仍由飞机掩护突围而去。由日本帝國海軍組成的第3連合航空隊（下轄第14航空隊、第15航空隊；約100架飛機）則在1月10日起朝柳州、桂林等地實施掃蕩任務，在1940年初的奪取廣西一帶之制空權，陸軍也增援第90飛行戰隊、第21獨立飛行隊（均使用九七式輕轟炸機）強化空中支援能量，在日軍發動攻擊前，當地的國軍完全是處於制空劣勢態勢之下。
1月23日，安藤利吉中将亲临南宁指挥反攻。24日下达反攻命令。
1月25日，白崇禧在迁江指挥所召开军政联席会议，商讨对付日军大反攻的对策。27日，李济深、陈诚、张治中等也抵达迁江。会议决定的军事部署为：徐庭瑶指挥第2军、第36军、第99军为中路军，固守九塘、昆仑关一带；以甘丽初第6军为右翼军，向三庄岭方向侧击日军；以叶肇第66军为左翼军，在甘棠方向阻敌。白崇禧没有料到日军会采取包抄战术。
1940年1月25日，日軍第18師團1個旅團及第15師團一部沿邕賓路正面攻擊，近衛旅團沿邕永（淳）路向貴州迂回攻擊，進行賓陽戰役:2。近衛旅團由亭子圩过河，再经良庆、永淳县过河，沿甘棠、露圩、古辣、武陵而趋宾阳，企图截断我军后路。白崇禧抽调在南面担任侧击邕钦路敌人的第十六集团军的第四十六军之第一七五师连夜兼程北上，尾追迂回永淳之敌。在增援就位後，21軍發動大規模攻勢驅離、圍殲賓陽以南的國軍；除了繼續在南寧囤積作戰物資，1月22日18師團與近衛旅團到達攻擊發起點。第三十八集團軍總司令部在賓被炸，各部聯絡中斷，形成獨立作戰狀態:2。1月28日，日軍發動攻勢（賓陽作戰）；2月3日，第五師團下轄之歩兵第41連隊佔領崑崙關；2月4日，安藤利吉司令官抵達剛攻占的賓陽，國民革命軍不但丟了崑崙關，而且戰線還進一步潰敗，大量部隊遭日軍包圍；會戰以國軍後撤結束，2月13日日軍主力撤回南寧，戰線繼續僵持。
1月27日日军开始反攻（賓陽作戰）：第5师团主力、近卫混成旅团主力、台湾混成旅团主力由今村均指挥沿邕宾公路向昆仑关进攻；第18师团全部和近卫混成旅团一部，由久纳诚一指挥，沿邕江南岸东进，在永淳渡江北上，迂回包抄昆仑关后路。尽管今村均指挥的正面进攻遭到中国军队顽强抵抗，但白崇禧发现：日军真正主力在甘棠方向，严重地威胁了昆仑关一带的中国军队。白崇禧紧急命令刚从广东调来的邓龙光第35集团军之第64军（军长陈公侠）急进甘棠；第46军率其主力175师由江口北渡郁江，协同阻击进攻日军；另以第6军第49师南下武陵圩，企图阻止敌军北上宾阳。
2月1日，蒋介石命令第四战区长官张发奎接替白崇禧指挥桂南战役。张上任伊始即命叶肇第66军固守原阵地，并须侧击日军。还命令所有增援部队向甘棠集结，预定2月2日向日军甘棠部队发动攻击。命令尚未传达到各部，日军司令安藤下达命令决定2月1日开始总攻：“此次作战的胜败，即在明日一日之决战，望全体官兵努力奋战，期其必胜。”叶肇擅自命令所部稍微抵抗即向黎塘、陶圩撤退，根本不理会他们的防线背后没有设置预备队，这导致中国军队阵线彻底崩溃。日军不费吹灰之力便向宾阳长驱直入，日军飞机又炸毁了设在宾阳的第38集团军总部，通讯中断导致战场一片混乱。
2月2日，日軍占領賓陽、思隴，中國軍隊第二、第三十六、第六、第九十九各軍乃向隆山、都安、忻城撤退，第二軍第九師師長鄭作民在撤退中被炸身亡:2。2日下午，日军开进宾阳县城、思隴。在九塘、昆仑关防御的第99军、第36军、第2军及第6军，失去集团军指挥各自为战；宾阳失守后路被断致使军心溃散，全都仓皇逃窜，沿山间小路向隆山、都安、忻城撤退，2月3日，第五師團今村均下轄之歩兵第41連隊顺利夺取九塘、昆仑关等阵地。第2军副军长郑作民中将在撤往上林时中炮身亡。
2月4日，安藤利吉司令官抵達剛攻占的賓陽，当晚宣布“宾阳会战已结束，应将兵力集结南宁附近”之命令，4日，日军占领上林，6日占武鸣，7日占黎塘。第5军浴血奋战半个多月才攻占的地盘灰飞烟灭。2月8日，日军各部停止追击，返回南宁。血战过的昆仑关上，日军题大幅标语留念：“我皇军击溃蒋军三十余师，已璧还宾阳、昆仑关各地。”國民革命軍不但丟了崑崙關，而且戰線還進一步潰敗，大量部隊遭日軍包圍；在北面的部队，溃退到了清水河占领阵地，东面退到王灵、黎塘间，西北面退到上林县城附近、造成很大损失。第一七五师则通过镇龙大山进出宾贵公路之黄练。
會戰以國軍後撤結束，2月13日日軍主力撤回南寧，戰線繼續僵持。2月14日把第5师团、近卫混成旅团、台湾混成旅团组合成为第22军，由原第18师团师团长久纳诚一担任军司令官，而该师团则调回广州。于广州新设立华南方面军司令部，安藤利吉任司令官。因为兵力有限，第22军放弃许多地方，仅由第5师团占领南宁市及附近十公里地带；近卫混成旅占领邕江南岸；台湾混成旅占领邕钦公路各要点。
賓陽戰役結束後，日軍第18師團調回廣州:2。根據日軍統計，在1月28日到2月13日的作戰間日軍擄獲了戰車19輛、輕裝甲車5輛、汽車30輛、野山砲20門、速射砲13門、迫撃砲41門。清點的國軍屍體有27,041具、俘虜1,167人。中國軍隊以主力用於邕欽公路以東地區，以一部用於以西地區，將日軍後方遮斷，協力邕江北岸部隊之作戰:2。
戰後日軍第5師團師團長今村均於1940年3月的報告稱該師團自1939年11月16日登陸至隔年3月9日僅死亡1,161名（戰死與非戰鬥死亡皆算入）、受傷2,719名，然而日軍第21軍參謀長根本博卻在戰時月報上給出第5師團僅於1939年12月19日至隔年1月底就至少戰死1,282名、戰傷2,800名的數據，足見今村均的報告很明顯與事實有嚴重落差。即便今村均在報告中大幅壓低傷亡人數，然而依舊承認第5師團至1940年2月上旬接收補充人員4,700多人，根據日本陸軍運輸資料其中有3,389人約在1940年1月下旬抵達，就是說另有1,300~1,400名補充人員在2月上旬補充第5師團因為戰死與重傷後送回國所產生的缺額（輕傷現地住院應不在內），而此時的第5師團正在進行賓陽作戰，足見此1,300~1,400名補充人員幾乎都是補充因賓陽作戰戰死與重傷後送回國所造成之缺額（輕傷現地住院應不在內），而2月上旬第5師團接受補充的當下賓陽作戰還在持續進行當中，若將接受補充的當下尚未列入紀錄的戰死與重傷後送回國者以及補充後所承受的戰死與重傷後送回國者和輕傷現地住院者算入，第5師團在賓陽作戰傷亡人數便多達好幾千名，足見賓陽作戰給日軍之傷亡甚眾（該作戰除第5師團外，還有近衛混成旅團、第18師團、台灣混成旅團參戰），然日軍第21軍司令部卻報告該軍僅戰死295人、受傷1,307人，明顯與事實差距極大。
1940年2月21日，蒋介石来到柳州，住在羊角山，2月22日開始召集各师长以上100多位将领持续4天的柳州军事会议，检讨桂南作戰得失。蒋介石把白崇禧以督率部隊不力，軍事委員會政治部長陳誠以指導無方皆予降級處分，将二人予以降级，另外处分及奖励一批高级将须，第四十六军和第一七五师纪律严明，得到军事委员会传令嘉奖。
2月26日，第四战区司令长官张发奎宣布：“当前已无反攻南宁的必要。”整个桂南战役到此结束。

## 結局
桂南會戰的敗仗，讓重慶當局相當難堪；不僅是廣西與越南間的交通因此受到影響，耗費大量人物力打下的反擊戰最後卻一潰千里；從戰前桂林行營對日軍的戰略意圖判斷錯誤，會戰中無論是作為地主的桂系或是號稱精銳的黃埔系將領都出現作戰不力的狀況均讓蔣中正十分惱火。會戰後懲處作戰不力將官數目也是抗戰史中首位。
1940年6月17日盤據邕江南岸日軍沿邕寧（明）路進攻，當晚攻陷綏淥，6月24日占北江圩，7月2日占龍津:2。日軍在攻占南寧後，並未造成桂系部隊的厭戰情緒，滇緬公路的開通也讓西方的援華動線更難摧毀，占領南寧一事便失去軍事與戰略價值，隨後在1940年中日軍便主動撤離南寧。6月10日西歐戰場德軍進占巴黎，法國戰敗，日軍第5師團於9月進入法屬印度支那:2。龍津、憑祥日軍於10月26日開始入越南，中國軍隊於10月28日收復龍津，10月29日第六十四軍占領高峰隘及邕賓（陽）路之三塘與剪刀墟，10月30日第六十四軍收復南寧:2-3。第四十六军从邕钦路上尾追敌人，第一七五师奉令从券利、左县一线越左江向思乐、大寺、黄屋屯、金鸡塘敌人追击。日军退却有周密的布置，迅速的行动和海军空军的支持，追击的路上，天天有大批的敌机在头上盘旋，发现国军则大肆轰炸和扫射，以迟滞追击行动。追到黄屋屯时和日军掩护收容部队发生接触，等到金鸡塘，敌已登舰出海而去，仅遗弃一些笨重物资而已。至11月17日邕欽一帶日軍全部退出，廣西境內已無日軍；桂南會戰結束:3。南寧再被入侵要到1944年一號作戰期間的事情。  
根據日軍一份未完成的統計圖表顯示，日本的中國派遣軍在1939年11月僅確認有2,795人作戰受傷，到了該年的12月卻暴增至至少18,629人作戰受傷，隔年1月則至少有10,741人作戰受傷，到了1940年2月依舊有至少5,043人作戰受傷，雖然該統計表有統計不周全（特別是作戰陣亡人數）、陣亡人數與受傷人數比例過分懸殊而不合邏輯（顯然因為資料不足導致陣亡人數漏算極多）等缺陷以至於該圖表未被完成，且應有相當數量的傷者是受傷於冬季攻勢，但仍然可以看出桂南會戰日軍傷亡極為慘重。另根據日軍戰時月報所提供的數據，僅1939年12月19日至1940年1月日軍第五師團便可確認有1,282人陣亡，2,800人受傷（實際死傷者應該更多，因崑崙關之役期間屢次發生日軍單位全數玉碎死絕狀況，陣亡者之比例理應極高，故陣亡人數應該被嚴重低估，且此戰時月報在估算各部隊死傷時明顯有誤差，如該月報給出台灣混成旅團戰死157、戰傷125的數字，然而日軍步兵第9旅團在其戰鬥詳報顯示：配屬該旅團的台灣混成旅團下轄之台灣步兵第一聯隊與台灣步兵第二聯隊在1940年1月1日至27日共戰死75人、戰傷301人，足見僅戰傷人數就低估嚴重。），足見桂南會戰作戰之激烈。

## 獎懲名單
賓陽戰役後，蔣介石於2月22日開始，以4天時間在柳州召開有100多將領參加之柳州軍事會議，檢討桂南作戰，白崇禧以督率部隊不力，軍事委員會政治部長陳誠以指導無方皆予降級處分，還懲處、獎勵其他一些將領:2。
蒋介石宣布：取消叶肇、徐庭瑶、蔡廷锴三个集团军番号；桂林行营不再指挥各部队，按战斗序列归第四战区指挥；第四战区司令部由韶关迁移到柳州。
- 第35集团军总司令邓龙光记功一次；
- 第46军军长何宣记功一次；
- 第76师师长王凌云记功一次。

- 白崇禧：指導不力，由一級上將降階為二級上將
- 陳誠：指導不力，由一級上將降階為二級上將
- 葉肇：37集團軍總司令，扣留交军事法庭会审
- 徐庭瑤：38集團軍總司令，撤職扣押交付軍事法庭審議
- 姚純：36軍軍長，撤職查辦
- 郭肅：36軍參謀長，撤職查辦
- 陳驥：66軍軍長，撤職查辦
- 傅仲芳：99軍軍長，撤職查辦
- 李精一：49師師長，撤職查辦
- 宋士台：160師師長，撤職查辦
- 蘇祖馨：135師師長，撤職留任
- 鄭作民：第9師師長，因戰殉職故責任免究，部隊編號取消改無名師
- 苏祖馨：第135师师长，撤职留任；
- 伍宗駿：135師405團團長，扣押交付軍事法庭審議，被判刑五年